# Diyarbakır
Diyarbakır (turco-ottomano Diyar-i Bekr دیاربکر, 'terra dei Banu Bakr'; in curdo Amed‎; in siriaco ܐܡܝܕ Āmîḏ; in greco Ἄμιδα?, Amida; in armeno Ամիդ?, Amid) è una città dell'Altopiano del Kurdistan, nel sudest della Turchia, situata lungo le sponde del fiume Tigri, e capoluogo della provincia omonima.
È nota principalmente come città di interesse culturale, per il suo ricco folclore e per la produzione di angurie.
È inoltre una delle città turche a contare la maggior presenza di curdi, tanto da essere talvolta definita, dai curdi stessi e da alcuni osservatori esterni, come "la capitale del Kurdistan turco". 

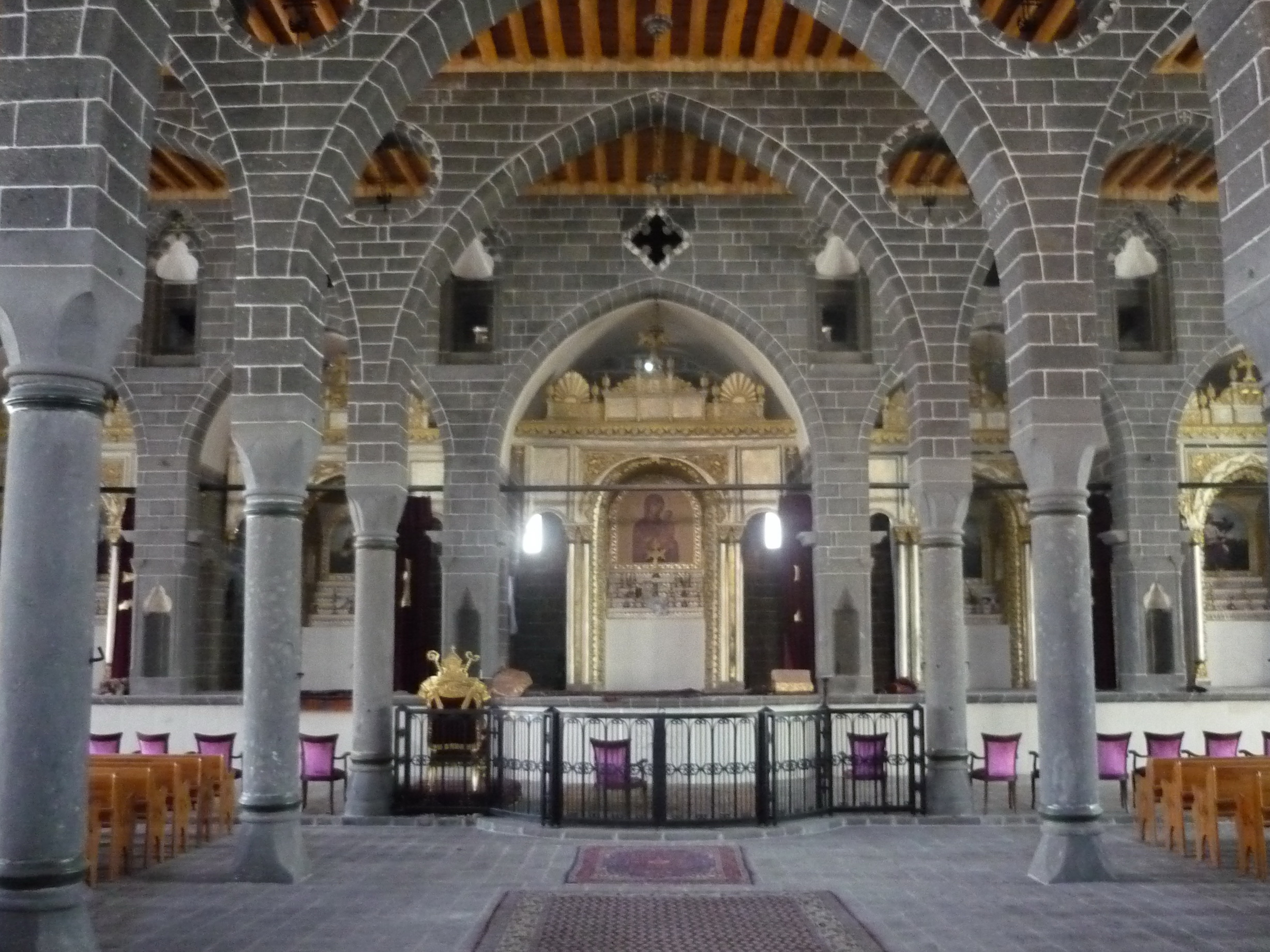
La Chiesa di San Ciriaco di Diyarbakır, l'unico luogo di culto della Chiesa apostolica armena in tutta la Turchia asiatica.

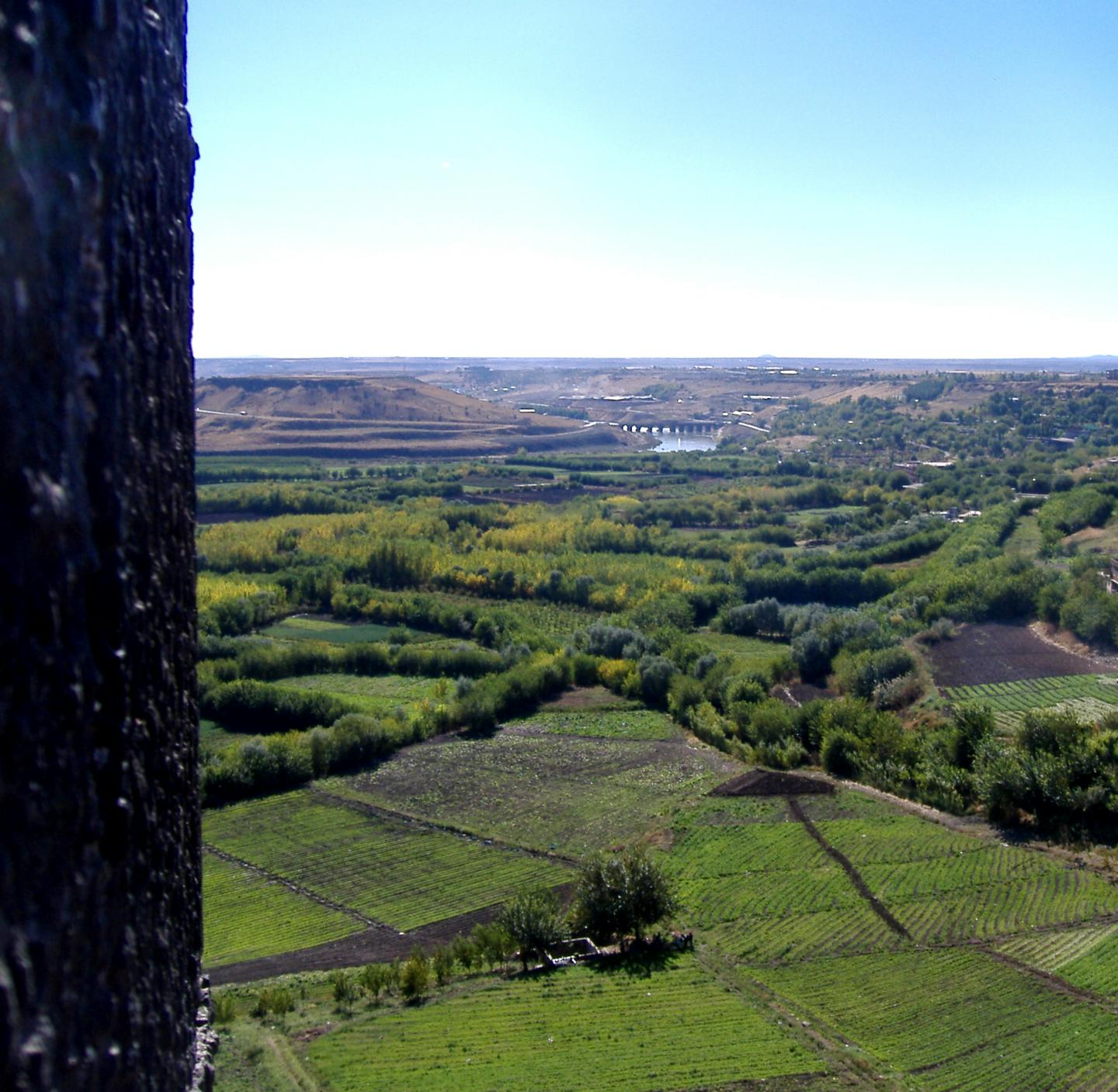
Il fiume Tigri e le prime propaggini della Mezzaluna Fertile, viste dalle mura di Diyarbakir.

La città è nota anche per avere la Fortezza di Diyarbakır, nominata Patrimonio dell'Umanità dall'UNESCO nel 2015 insieme ai Giardini Hevsel.
Il 6 febbraio 2023 Diyarbakır è stata colpita dal terremoto in Turchia e Siria, che ha causato alcuni danni al suo castello.

## Nome
L'antico nome della città compare per la prima volta nelle fonti storiche assire del XIII secolo a.C. come Amida o Amed. Nelle fonti greche e latine compare come Amido e Amida. Dopo la conquista da parte degli eserciti arabi, compaiono anche i nomi Amid.
Il nome arabo Diyarbekir, che significa Terra dei Bekr, fu dato all'area intorno ad Amida dopo l'insediamento del gruppo tribale arabo dei Bakr alla fine del VII secolo. Il centro principale di quest'area era la città di Amida, e col tempo il nome dell'area passò alla città stessa. Le tradizioni cristiane siriache, invece, fanno derivare il nome di Diyarbekir dall'aramaico Dayr Bekir (ossia "prima chiesa", o "chiesa della Vergine Maria") in riferimento alla Chiesa della Madre di Dio della città. Secondo la tradizione locale, la chiesa è una delle più antiche in assoluto e si dice che risalga al II secolo; tuttavia, le parti più antiche sopravvissute risalgono alla tarda antichità.
La Turchia moderna ha cambiato il nome di Diyarbekir in Diyarbakır (Area del rame) nel 1937. I curdi usano il nome aramaico Amed per alludere all'antico popolo dei Medi, di cui si considerano i successori. Dal punto di vista etimologico, tuttavia, non esiste alcun legame tra l'aramaico Amed o Amid e i Medi.

## Storia

### Antichità
In epoca neo-assira, Amid era la capitale della provincia di Bit Zamani, un regno aramaico dell'epoca.
Dopo secoli di dominio achemenide, seleucide e partico, la città passò infine in mano romana intorno al 200 d.C.. Nella tarda antichità, Amida, in precedenza piuttosto insignificante nonostante la sua vicinanza al Tigri, era una fortezza romana molto importante al confine con l'Impero sasanide e fu pesantemente fortificata dall'imperatore Costanzo II a partire dal 349, che vi stanziò sette legioni. Si sono conservate ampie parti del muro di fortificazione tardo-romano.
Era la sede episcopale della diocesi cristiana di Mesopotamia. I testi antichi riportano che l'antica Amida aveva un anfiteatro, terme (bagni pubblici), magazzini, un monumento a tetrapilo e acquedotti romani che fornivano e distribuivano l'acqua. Amida fu poi ampliata dai profughi dell'antica Nisibis (Nusaybin), che l'imperatore Gioviano fu costretto ad evacuare e a cedere ai Persiani di Sapore dopo la sconfitta nella guerra di Persia del suo predecessore Giuliano, diventando la principale roccaforte romana nella regione. 
Nel 359 era una fortezza frontaliera dell'Impero romano, posta sotto assedio dalle forze dell'Impero persiano dei Sasanidi. In quella estate il Comes la raggiunse alla testa di sei legioni e una vexilatio comitatensis. Malgrado ciò, l'esercito sasanide del re Sapore II vinse la battaglia che si svolse nei suoi pressi e conquistò la città, massacrando la popolazione locale.
Anche in seguito il luogo fu ferocemente conteso nelle guerre romano-persiane: all'inizio del 503, il re persiano Kavad I riuscì a catturare la città dopo un assedio durato ancora una volta settimane, che è vividamente raccontato nella cronaca del testimone contemporaneo Giosuè Stilita, nel racconto dello Pseudo-Zaccaria di Mitilene e, poco più tardi, anche dallo storico greco Procopio di Cesarea. Poco più tardi, invece, le truppe imperiali iniziarono ad assediare la guarnigione persiana della città, che nel 505 tornò finalmente in mano romana dietro pagamento di un ingente riscatto, dopo che gran parte della popolazione era stata deportata o uccisa. Amida rimase contesa e fu infine conquistata dagli arabi nel 638. Questo segna la fine della fase antica dell'insediamento.

### Cristianizzazione
La chiesa più antica della città è stata scavata nel 2014. Risale alla tarda antichità e si trovava sotto il castello di Zerzevan nel distretto di Çınar, a circa 13 km da Çınar, che a sua volta si trova a sud di Diyarbakır, e conteneva iscrizioni in aramaico. Il cimitero locale è più vecchio di altri 150 anni. La chiesa rimase in uso almeno fino al 639, quando i musulmani conquistarono la città.
Il vescovato di Amida era già stato rappresentato ai concili di Nicea  e di Costantinopoli  e faceva parte del patriarcato di Antiochia. Dopo il Concilio di Calcedonia, Amida divenne una roccaforte del monofisismo e una diocesi della Chiesa ortodossa siriaca. Tra l'XI e il XVI secolo, fu anche sede del Patriarca siro-ortodosso di Antiochia per un certo periodo. Il vescovo più famoso fu Dionigi Bar Salibi († 1171), l'ultimo metropolita fu Dionigi Abd al-Nur Aslan (1851-1933).

### Islamizzazione, principato turco, persiani e ottomani
Nella battaglia di Amida del 973, il sovrano di Melitene, Mleh il Grande, alleato di Costantinopoli, fu sconfitto in modo devastante da un esercito abbaside. Nei secoli successivi, la città fece parte di vari principati turchi, come gli Inalidi, gli Ortoqidi e gli Aq Qoyunlu. All'inizio del XVI secolo, i Safavidi dall'Iran conquistarono la città. Ma poco tempo dopo furono sconfitti dagli Ottomani in una battaglia del 1514. Il sultano Selim I, vittorioso, fece catturare la città nel 1517.
In città è presente una comunità siro-ortodossa, sebbene priva di un proprio vescovo dal 1933, che ha come centro la chiesa di Meryemana, una delle più antiche della città e a volte residenza patriarcale. La Chiesa cattolica siriaca è stata rappresentata da un vicario patriarcale nel XIX/XX secolo, ma la Chiesa ortodossa siriaca ha continuato a dominare. A partire dal XII secolo, esisteva anche un vescovo della Chiesa siriaca d'Oriente. L'arcivescovo Giuseppe I di Amida divenne cattolico nel 1681, istituendo il Patriarcato cattolico caldeo a Diyarbakır, trasformato in arcivescovado nel 1830. Nel 1895 si verificarono massacri contro la minoranza cristiana. Durante la Prima guerra mondiale, Diyarbakır fu teatro del genocidio degli armeni e dei siriaci. L'ultimo arcivescovo armeno, Andrea Elia Celebian, fu ucciso assieme a circa 600 dei suoi fedeli nell'estate del 1915. Nel complesso, nel 1915, fino a 500000 cristiani sono stati uccisi da curdi e turchi in tutta la diocesi.
Dal 1966, la sede vescovile caldea di Diyarbakır è stata nominalmente rioccupata, ma il suo titolare risiede a Istanbul. Oggi solo pochi cristiani siriaci vivono stabilmente in città. Gli armeni formano una piccola comunità residua intorno alla loro chiesa di Teodoro, che risale al XV secolo.
È stata colpita dal terremoto del 2023.

## Società

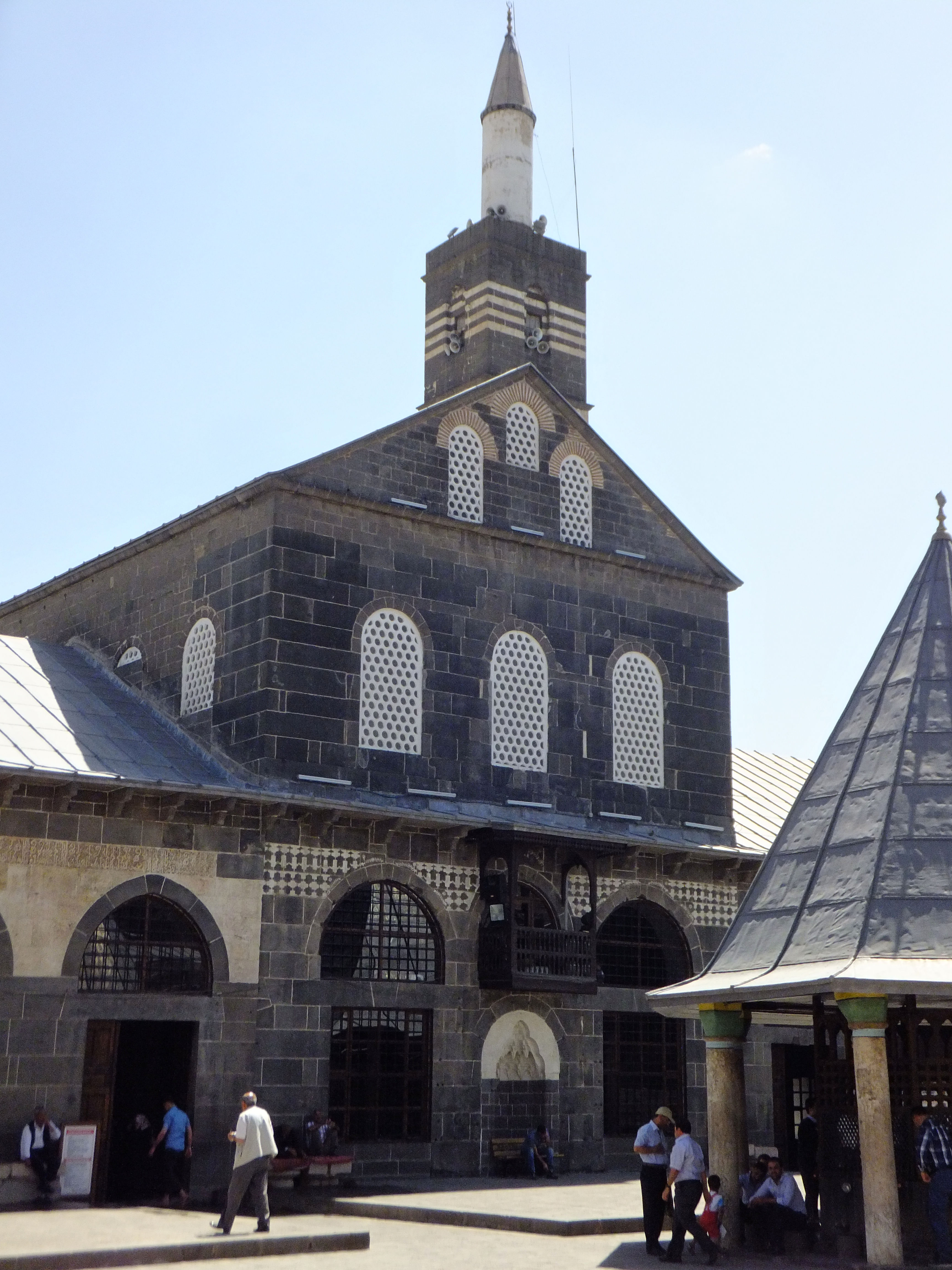
Grande Moschea di Diyarbakir, cortile interno

Al volgere del XIX secolo, la popolazione cristiana della città era costituita principalmente da armeni e assiri. La presenza assira e armena risale all'antichità. In città era presente anche una piccola comunità ebraica. Secondo l'Enciclopedia Britannica, undicesima edizione, del 1911, la popolazione era di 38 mila abitanti, quasi la metà cristiani e composta da turchi, curdi, arabi, turcomanni, armeni, caldei, giacobiti e alcuni greci. Durante il governatorato di Mehmed Reshid, nel Vilayet di Diyarbakır, la popolazione armena di Diyarbakir fu reinsediata e sterminata.
Dopo la Seconda Guerra Mondiale, con lo spostamento della popolazione curda dai villaggi e dalle montagne ai centri urbani, la popolazione curda di Diyarbakir ha continuato a crescere.
Secondo un sondaggio del novembre 2006, il 72% degli abitanti della municipalità usa il curdo più spesso nel discorso quotidiano a causa della schiacciante maggioranza curda in città, seguita da minoranze di assiri, armeni e turchi.
Nei pressi della città è inoltre molto sentita la festa del Nawrūz, il capodanno curdo festeggiato il 21 marzo. Inoltre, intorno alla città vecchia di Diyarbakır ci sono alcuni villaggi turcomanni aleviti, ma non ci sono rapporti ufficiali sul loro numero di abitanti.
Ci sono stati tentativi da parte dei legislatori turchi di negare l'identità di maggioranza curda di Diyarbakır, con il Ministero dell'Istruzione turco che ha pubblicato un libro scolastico intitolato "La nostra città, Diyarbakir" (Şehrimiz Diyarbakır in turco) sulla provincia di Diyarbakir, in cui si afferma che in città si parla un turco simile a quello di Baku insieme a lingue regionali, senza alcuna menzione del curdo. I critici collegano questo fatto a una tendenza generale verso un sentimento anti-curdo in Turchia.

## Cultura

### Istruzione

#### Università
Nel 1974 viene fondata l'Università di Dicle.

## Luoghi d'interesse

### Moschee e chiese
- Grande Moschea di Diyarbakır, costruita dal sultano turco selgiuchide Malik Shah nell'XI secolo. La moschea, una delle più antiche della Turchia, è costruita a fasce alternate di basalto nero e calcare bianco (lo stesso motivo è usato nella Deliler Han Madrassah del XVI secolo, che oggi è un hotel).
- Moschea di Behram Pasha fi fatta costruita nel 1572 dal governatore di Diyarbakır, Behram Pasha, nota per gli archi ben costruiti all'ingresso.
- Moschea di Sheikh Matar, costruita da Kasim Khan degli Aq Qoyunlu.
- Fatihpaşa Camii/Mizgefta Fetih Paşa - costruita nel 1520 dal primo governatore ottomano di Diyarbakır, Bıyıklı Mehmet Paşa ("il pascià baffuto Mehmet"). È il primo edificio ottomano della città ed è decorato con piastrelle di pregio.
- Chiesa armena di San Ciriaco  - costruita per la prima volta nel 1519, la struttura attuale risale al 1883 ed è stata recentemente restaurata dopo un lungo periodo di disuso.
- La Chiesa ortodossa siriaca di Nostra Signora (in siriaco ܐ ܕܝܠܕܬ ܐܠܗܐ, `Idto d-Yoldat Aloho, in turco Meryemana kilisesi), fu costruita inizialmente come tempio pagano nel I secolo a.C.. La costruzione attuale risale al III secolo, è stata restaurata più volte ed è tuttora in uso come luogo di culto.

### Altri edifici storici
- Il Ponte Dicle, un ponte dell'XI secolo a dieci arcate.
- La Fortezza di Diyarbakır, nominata Patrimonio dell'Umanità dall'UNESCO nel 2015 insieme ai Giardini Hevsel.